# Jackie Searl
Pour les articles homonymes, voir Searl.
John Elnathon Searl Jr., né le 7 juillet 1921 à Anaheim (Californie) et mort le 29 avril 1991 à Los Angeles (quartier de Sunland-Tujunga, Californie), est un acteur américain, connu comme Jackie Searl (parfois crédité Jackie Searle ou Jack Searl).

## Biographie

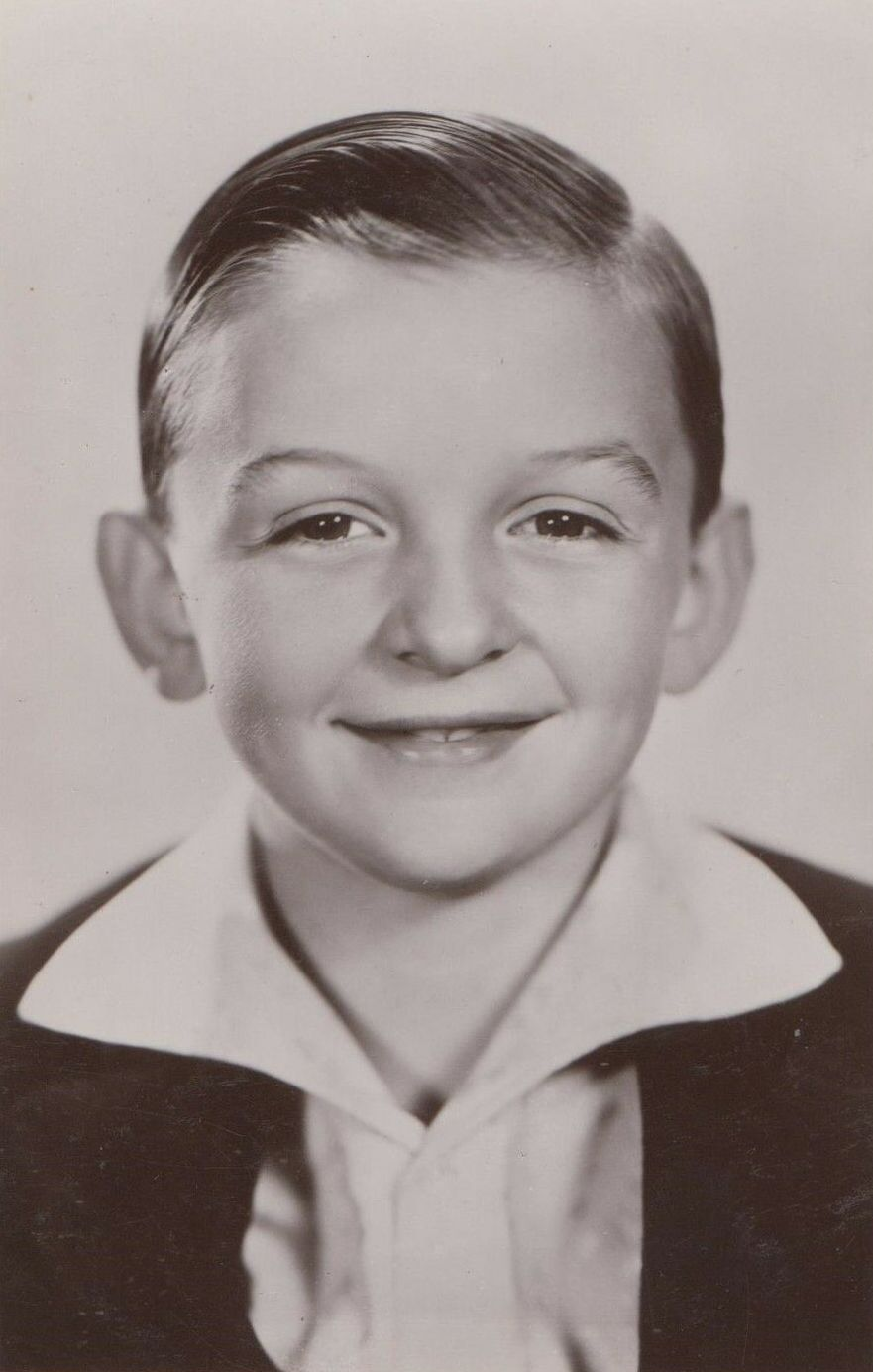
Photo promotionnelle pour Skippy (1931)

Au cinéma, Jackie Searl débute vers l'âge de huit ans dans quatre films (dont trois courts métrages) sortis en 1929. Le dernier de ses soixante-deux films américains est Divorce à l'américaine de Bud Yorkin (1967, avec Dick Van Dyke et Debbie Reynolds).
Entretemps, mentionnons Tom Sawyer (1930, avec Jackie Coogan dans le rôle-titre) et Le Petit Lord Fauntleroy (1936, avec Freddie Bartholomew et C. Aubrey Smith), tous deux réalisés par John Cromwell, Âge ingrat d'Harold Schuster (1941, avec Jane Withers et Jane Darwell) et Visage pâle de Norman Z. McLeod (1948, avec Bob Hope et Jane Russell).
À la télévision américaine, il apparaît dans quarante séries (notamment de western) à partir de 1960, dont Perry Mason (deux épisodes, 1961-1963), Les Mystères de l'Ouest (un épisode, 1965) et Bonanza (sa dernière prestation à l'écran, deux épisodes, 1968-1969).
Jackie Searl meurt d'une crise cardiaque en 1991, à 69 ans.

## Filmographie partielle

### Cinéma

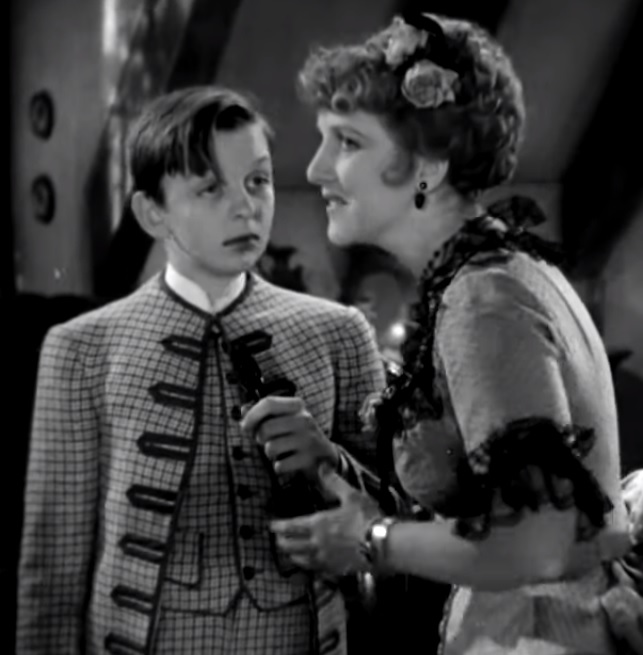
Avec Helen Flint, dans Le Petit Lord Fauntleroy (1936)

- 1930 : Tom Sawyer de John Cromwell : Sidney Sawyer
- 1930 : Paramount on Parade, film à sketches de Dorothy Arzner, Ernst Lubitsch et autres, segment The Schoolroom : un écolier
- 1930 : The March of Time de Charles Reisner : lui-même
- 1931 : Sooky de Norman Taurog : Sidney Saunders
- 1931 : Scandal Sheet de John Cromwell : Wilson Boy
- 1931 : Finn and Hattie de Norman Taurog et Norman Z. McLeod : Sidney
- 1931 : Forbidden Adventure ou Newly Rich de Norman Taurog : Tinny Tim
- 1931 : Huckleberry Finn de Norman Taurog : Sidney Sawyer
- 1931 : Skippy de Norman Taurog : Sidney
- 1932 : The Miracle Man de Norman Z. McLeod : un enfant à la gare de Meadville
- 1933 : Topaze d'Harry d'Abbadie d'Arrast : Charlemagne de La Tour-La Tour
- 1933 : The Chief de Charles Reisner : Heinie
- 1933 : Alice au pays des merveilles (Alice in Wonderland) de Norman Z. McLeod : Loir
- 1934 : Strictly Dynamite d'Elliott Nugent : Robin Figg
- 1934 : Comme les grands (No Greater Glory) de Frank Borzage : Gareb
- 1934 : Une méchante femme (A Wicked Woman) de Charles Brabin : Curtis enfant
- 1934 : Mon gosse (Peck's Bad Boy) d'Edward F. Cline : Horace Clay
- 1935 : Ginger de Lewis Seiler : Hamilton Parker
- 1936 : Le Petit Lord Fauntleroy (Little Lord Fauntleroy) de John Cromwell : Tom
- 1936 : La Petite Dame (Gentle Julia) de John G. Blystone : Herbert Livingston Atwater
- 1937 : La Petite Roublarde (Wild and Woolly) d'Alfred L. Werker : Chaunce Ralston
- 1940 : Mon petit poussin chéri (My Little Chickadee) d'edward F. Cline : un écolier
- 1941 : Âge ingrat (Small Town Deb) d'Harold Schuster : Tim Randall
- 1941 : Glamour Boy de Ralph Murphy : Georgie Clemons
- 1947 : Les Magiciens du swing (The Fabulous Dorseys) d'Alfred E. Green : Joe
- 1948 : La mariée est folle (The Bride Goes Wild) de Norman Taurog : un serveur
- 1948 : Cet âge ingrat (That Certain Age) d'Edward Ludwig : Tony
- 1948 : Visage pâle (The Paleface) de Norman Z. McLeod : Jasper Martin
- 1948 : Retour sans espoir (Beyond Glory) de John Farrow : Lieutenant Brown
- 1949 : La Dernière Charge (Outpost in Morocco) de Robert Florey : un légionnaire
- 1964 : Les Pas du tigre (A Tiger Walks) de Norman Tokar : un shérif-adjoint
- 1967 : Divorce à l'américaine (Divorce American Style) de Bud Yorkin : un mari

### Télévision
(séries)

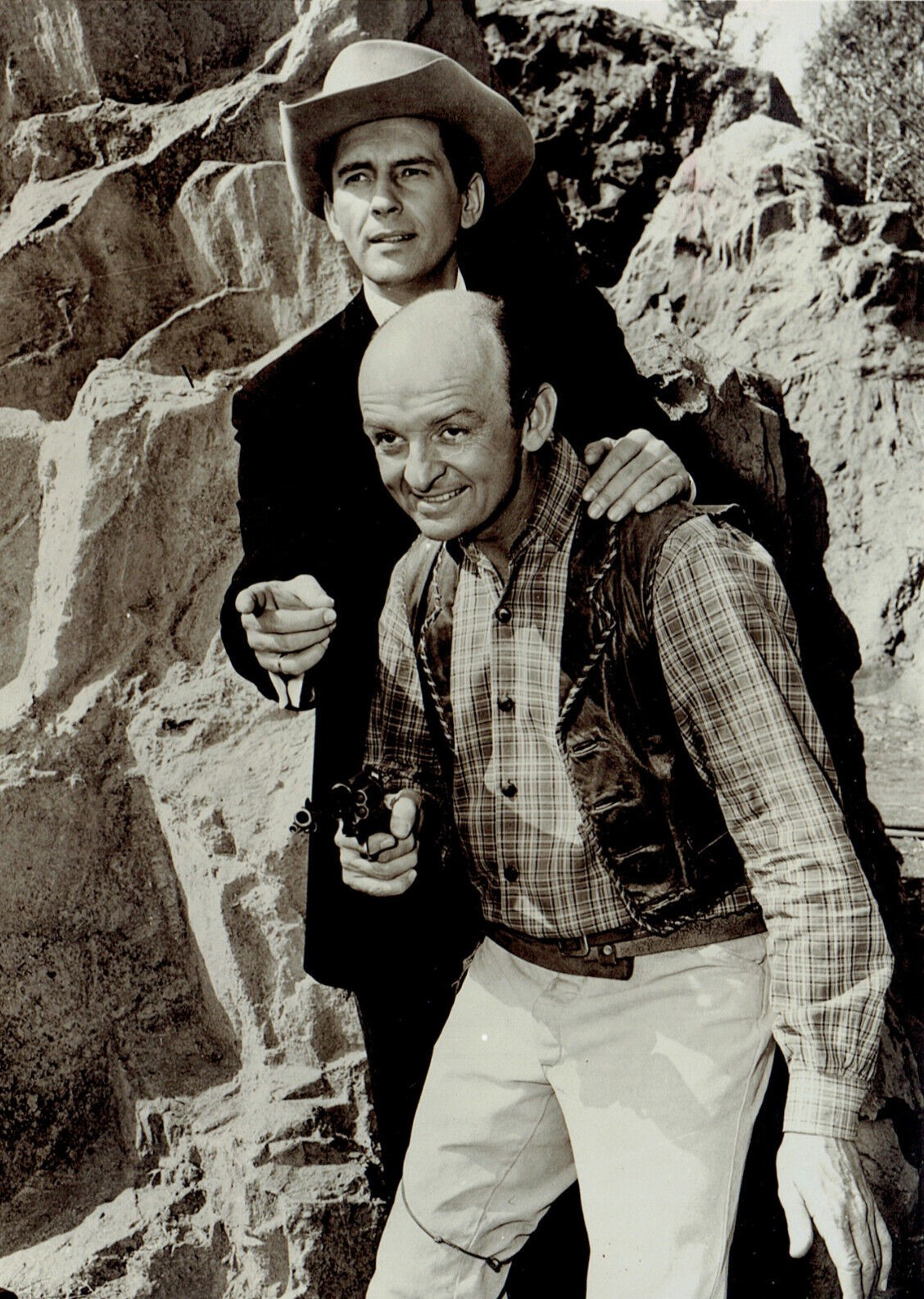
Avec Jack Kelly (derrière), dans la série Maverick, épisode Substitute Gun (1961)

- 1960 : Bat Masterson, saison 3, épisode 11 A Time to Die de Lew Landers : M. O'Brien
- 1961 : Maverick, saison 4, épisode 29 Substitute Gun de Paul Landres : Wilbur Smiley Drake
- 1961 : L'Homme à la carabine (The Rifleman), saison 3, épisode 30 The Mescalero Curse de Jesse Hibbs : Tom
- 1961-1963 : Perry Mason
  - Saison 5, épisode 8 The Case of the Travelling Treasure (1961) d'Arthur Marks : Leon Ullrich
  - Saison 6, épisode 15 The Case of the Prankish Professor (1963) de Jesse Hibbs : Ollie Benson
- 1961-1963 : Rawhide
  - Saison 3, épisode 25 L'Homme en fuite (Incident of the Running Man, 1961) de Jus Addiss : Hollis
  - Saison 5, épisode 22 Pale Rider (Incident of the Pale Rider, 1963) de Christian Nyby : l'employé d'hôtel
- 1961-1963 : Lassie
  - Saison 7, épisode 16 The White-Faced Bull (1961) : Mack
  - Saison 10, épisode 4 Jeeper (1963) de Joseph Sargent : M. White
- 1962-1969 : Gunsmoke ou Police des plaines (Gunsmoke ou Marshal Dillon)
  - Saison 8, épisode 2 Call Me Dodie (1962) : Floyd
  - Saison 14, épisode 18 Goldtown (1969) de Gunnar Hellström : Hale
- 1963 : Suspicion (The Alfred Hitchcock Hour), saison 2, épisode 1 A Home Away from Home d'Herschel Daugherty : Nicky Long
- 1963 : La Grande Caravane (Wagon Train), saison 7, épisode 6 The Myra Marshall Story de Joseph Pevney : Manny
- 1963 : Sur le pont, la marine ! (McHale's Navy), saison 2, épisode 12 The Happy Sleepwalker de Sidney Lanfield : Sergent Flynn
- 1964-1966 : L'Extravagante Lucy (The Lucy Show)
  - Saison 3, épisode 8 Lucy Makes a Pinch (1964) de Jack Donohue : Murdoch
  - Saison 4, épisode 16 Lucy and Art Linkletter (1966) : le fugitif
- 1965 : Les Mystères de l'Ouest (The Wild Wild West), saison 1, épisode 6 La Nuit des mille feux (The Night of the Thousand Eyes) de Richard C. Sarafian : le pilote du bateau
- 1965 : Laredo, saison 1, épisode 8 The Golden Trail d'Earl Bellamy : un employé du relais
- 1967 : Cimarron, saison unique, épisode 14 Huit ans après (The Deputy) d'Alvin Ganzer : Jack
- 1967-1969} : Le Grand Chaparral (The High Chaparral)
  - Saison 1, épisode 12 The Price of Revenge (1967 : un employé) et épisode 20 The Kinsman (1968 : un commerçant) de Seymour Robbie
  - Saison 2, épisode 17 The Last Hundred Miles (1969) de Joseph Pevney : Carter
- 1968 : Brigade criminelle (Felony Squad), saison 3, épisode 12 Dark Memory de George McCowan : le monte-en-l'air
- 1968-1969 : Bonanza, saison 10, épisode 5 La Fin d'un roi (The Passing of a King, 1968 : Harrison) et épisode 21 La Belle et le Puma (The Lady and the Mountain, 1969 : l'homme maigre) de Joseph Pevney